# Вторинний процес
Вторинний процес — упсихоаналітичній літературі термін, що належить до всіх процесів, які встановлюють зв'язок між передсвідомим і свідомістю і, таким чином, орієнтовані на вимоги реальності. Відповідно до принципу реальності, це має забезпечити адекватну взаємодію з навколишнім середовищем. У той час як принцип реальності являє собою суто розумову та ідеальну конструкцію, яка може показувати значні відмінності в окремих випадках, вторинний процес включає конкретні емпіричні спостереження (протокольні твердження). Такі конкретні висновки можна зробити, наприклад, шляхом емпіричного спостереження за стадіями розвитку дитини. У той час як вторинні процеси передбачають більш зрілі стадії розвитку, первинні процеси частіше зустрічаються на ранніх і незрілих стадіях розвитку дитини. — Терміни «принцип задоволення» і «принцип реальності», як правило, описують суб'єктивну сторону принципу ефекту, тоді як терміни «первинний процес» і «вторинний процес» намагаються надати більш об'єктивний опис закономірностей. Навіть якщо терміни первинний процес і вторинний процес протилежні, вони доповнюють один одного в більшості психічних процесів. Тому їх слід розуміти як взаємодоповнюючі. Як психологічні моделі, вони є вираженням і результатом першої актуальної теорії Фрейда, який розрізняв системи Bw (свідомість) і Vbw (передсвідоме), з одного боку, і систему Ubw (несвідоме), з іншого. В системах Bw і Vbw діють вторинні процеси, а в системі Ubw — первинні.